# Flamenco House
O Flamenco House é um estilo musical criado por Raúl Orellana no final dos anos 1990, no disco Guitarra, o primeiro baseado na música House, um guitarrista espanhol solo e com numerosas colaborações, como a de Jocelyn Brown.  A nova fórmula conseguiu boas críticas, especialmente no Reino Unido.